# Stig-Olof Fagerström

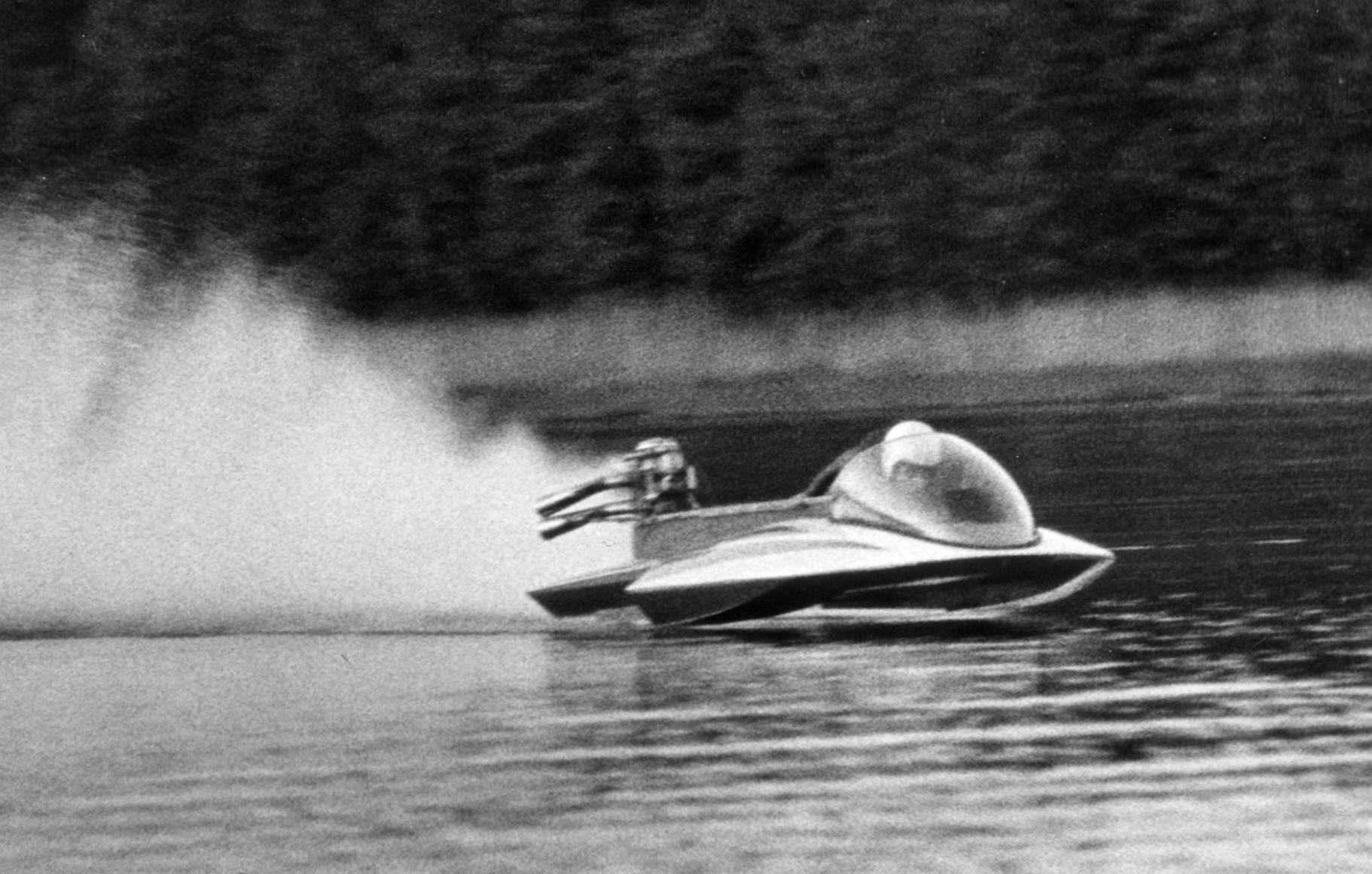
Stig-Olof Fagerström gör försök att slå fartrekord, 1963

Stig-Olof Fagerström, född 13 juli 1930 i Kronohagen i Helsingfors, är en finländsk företagare samt racerbåtsförare, som avslutade sin karriär som den första världsrekordinnehavaren i finländsk motorsport. På 1960-talet satte han hastighetsrekord för enmansbana med racerbåt och vann flera på varandra följande finska och nordiska mästerskap. Han blev 1964 i Östtyskland europamästare i OJ-klassen.
Stig-Olof Fagerströms far var posttjänsteman. Han blev först intresserad av racermotorcyklar, men flyttade sitt intresse till motorbåtar, påverkad av sin äldre bror, som var företagare i båtbranschen. Han började tävla i OA-klassen av hydrobåtar 1955. År 1959 tillbringade Fagerström en månad i Tyskland på utombordarfabriken König Motorenbau i Berlin och deltog i dess första hastighetstester. 
I sitt första hastighetsrekordförsök hösten 1960 välte Fagerström med sin båt i en kraftig våg och skadades. Han återhämtade sig dock från olyckan och uppnådde 1962 världsrekorden i hydrobåtklasserna B och CS med 125,09 km/h respektive 116,67 km/h.
Stig-Olof Fagerströms son Caj-Olof Fagerström (född 1961) fortsatte sin fars racingkarriär. Sammanlagt uppnådde de 22 världsrekord.